# Ryszard Misiak
Ryszard Misiak (zm. w listopadzie 2017) – polski bokser.
Był zawodnikiem BBTS-u Bielsko-Biała w którego barwach w 1977 podczas 48. Mistrzostwach Polski rozgrywanych w Sosnowcu wywalczył brązowy medal w wadze półciężkiej do 81 kg. ex aequo z Januszem Gortatem. 
W ostatnich latach życia Misiak pozostawał bezdomny. Zmarł w listopadzie 2017 jednak informacje o jego śmierci pojawiły się w mediach dopiero w sierpniu 2018. 